# The Originals
Vampire Diaries Legacies
The Originals, ou Les Vampires originels au Québec, est une série télévisée américaine en 92 épisodes de 42 minutes créée par Julie Plec, diffusée entre le 3 octobre 2013 et le 1er août 2018 sur The CW et en simultanée au Canada sur CHCH-DT pour les deux premières saisons et demie.
C'est une série dérivée de la série télévisée Vampire Diaries centrée sur le personnage de Niklaus « Klaus » Mikaelson et sa famille. L'univers de la série a été introduit dans un pilote diffusé le 25 avril 2013 en tant que vingtième épisode de la quatrième saison de la série mère.
En France, la série est diffusée depuis le 4 octobre 2013 en version originale sous-titrée sur le service de vidéo à la demande MYTF1 VOD et en version française entre le 2 janvier et le 13 février 2015 sur NT1 pour la première saison, puis à partir de la deuxième saison sur Série Club depuis le 3 avril 2016. Au Québec, elle est diffusée depuis le 6 janvier 2015 sur Ztélé. Toutefois, elle reste encore inédite dans les autres pays francophones.
La série a donné naissance à un spin-off lui servant également de suite. Intitulé Legacies, il met en scène le personnage de Hope Mikaelson et intègre également des personnages de Vampire Diaries.

## Synopsis
Niklaus Mikaelson retourne à la Nouvelle-Orléans pour détrôner l'un de ses anciens protégés, Marcel, qui a régné sur la ville en son absence. Klaus est également surpris de voir que Marcel est toujours en vie alors qu'il le pensait mort lors de l'incendie en 1919 qui a brulé la ville entière.
À son retour, Klaus s'aperçoit que beaucoup de choses ont changé : les sorcières n'ont plus le droit de pratiquer de la magie, les loups-garous ont été exclus de la ville et les vampires règnent à présent en maîtres. Il apprend également qu'un enfant a été conçu à la suite d'une aventure qu'il a eu avec Hayley Marshall, une louve-garou.

## Distribution

### Acteurs principaux
| Acteur(s)             | VF                 | Personnage(s)                                  | Personnage par saison | Personnage par saison | Personnage par saison | Personnage par saison | Personnage par saison |
| Acteur(s)             | VF                 | Personnage(s)                                  | 1                     | 2                     | 3                     | 4                     | 5                     |
| Famille Mikaelson     | Famille Mikaelson  | Famille Mikaelson                              | Famille Mikaelson     | Famille Mikaelson     | Famille Mikaelson     | Famille Mikaelson     | Famille Mikaelson     |
| --------------------- | ------------------ | ---------------------------------------------- | --------------------- | --------------------- | --------------------- | --------------------- | --------------------- |
| Joseph Morgan         | Sébastien Desjours | Niklaus « Klaus » Mikaelson                    | Principal             | Principal             | Principal             | Principal             | Principal             |
| Daniel Gillies        | Arnaud Arbessier   | Elijah Mikaelson                               | Principal             | Principal             | Principal             | Principal             | Principal             |
| Claire Holt           | Adeline Moreau     | Rebekah Mikaelson                              | Principale            | Invitée               | Invitée               | Récurrente            | Récurrente            |
| Nathaniel Buzolic     | Nathanel Alimi     | Kol Mikaelson                                  | Invité                | Invité                | Principal             | Récurrent             | Récurrent             |
| Riley Voelkel         | Philippa Roche     | Freya Mikaelson                                |                       | Récurrente            | Principale            | Principale            | Principale            |
| Summer Fontana        | Zina Khakhoulia    | Hope Mikaelson (enfant)                        |                       |                       |                       | Principale            | Invitée               |
| Danielle Rose Russell | Zina Khakhoulia    | Hope Mikaelson (adolescente)                   |                       |                       |                       |                       | Principale            |
| Autres personnages    |                    |                                                |                       |                       |                       |                       |                       |
| Charles Michael Davis | Namakan Koné       | Marcellus « Marcel » Gerard                    | Principal             | Principal             | Principal             | Principal             | Principal             |
| Phoebe Tonkin         | Charlotte Corréa   | Hayley Marshall                                | Principale            | Principale            | Principale            | Principale            | Récurrente            |
| Danielle Campbell     | Kelly Marot        | Davina Claire                                  | Principale            | Principale            | Principale            | Récurrente            | Invitée               |
| Leah Pipes            | Barbara Delsol     | Camille « Cami » O'Connell                     | Principale            | Principale            | Principale            | Invitée               | Invitée               |
| Yusuf Gatewood        | Raphaël Cohen      | Vincent Griffith (s2-5) // Finn Mikaelson (s2) | Invité                | Principal             | Principal             | Principal             | Principal             |

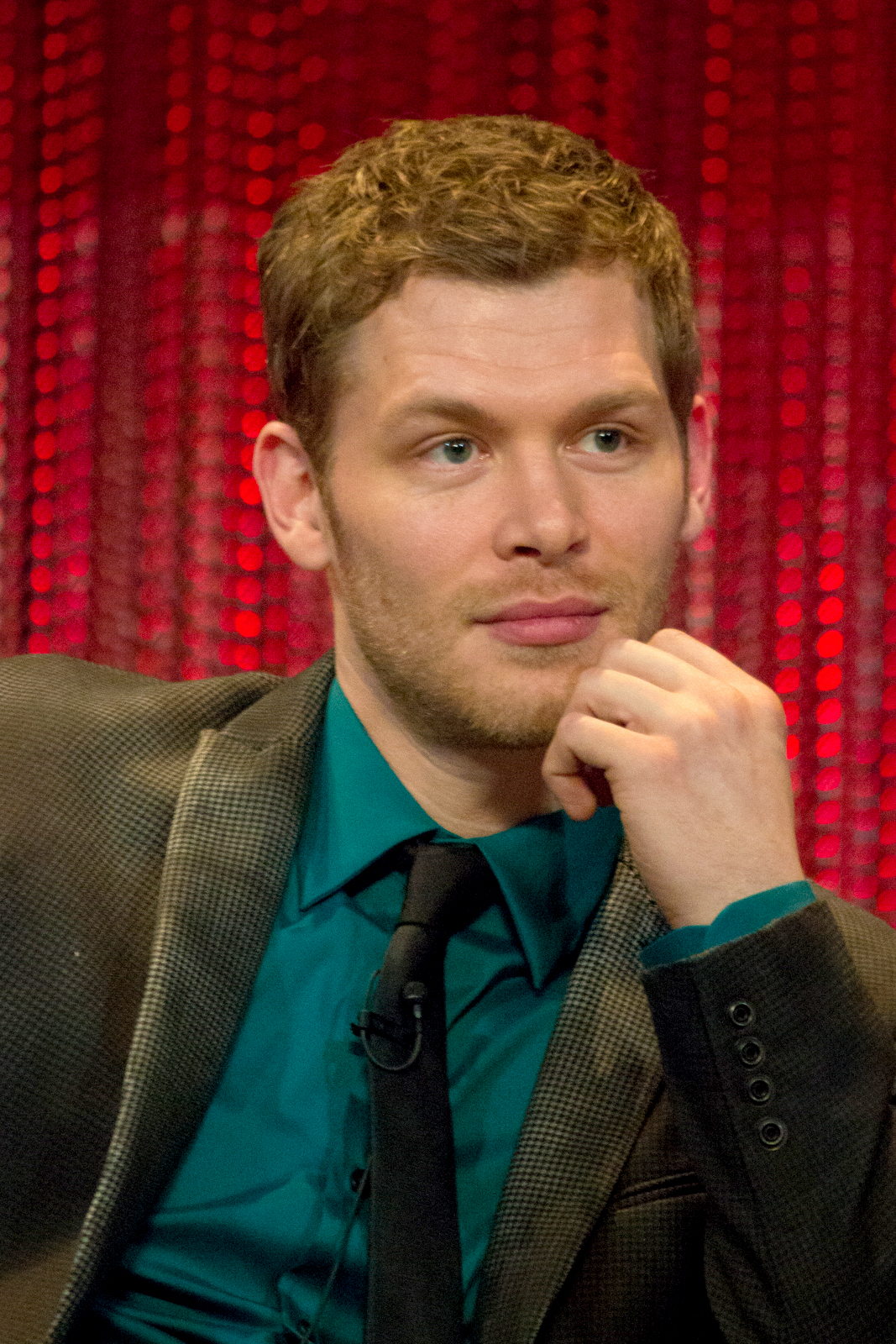
Joseph Morgan interprète Niklaus « Klaus » Mikaelson
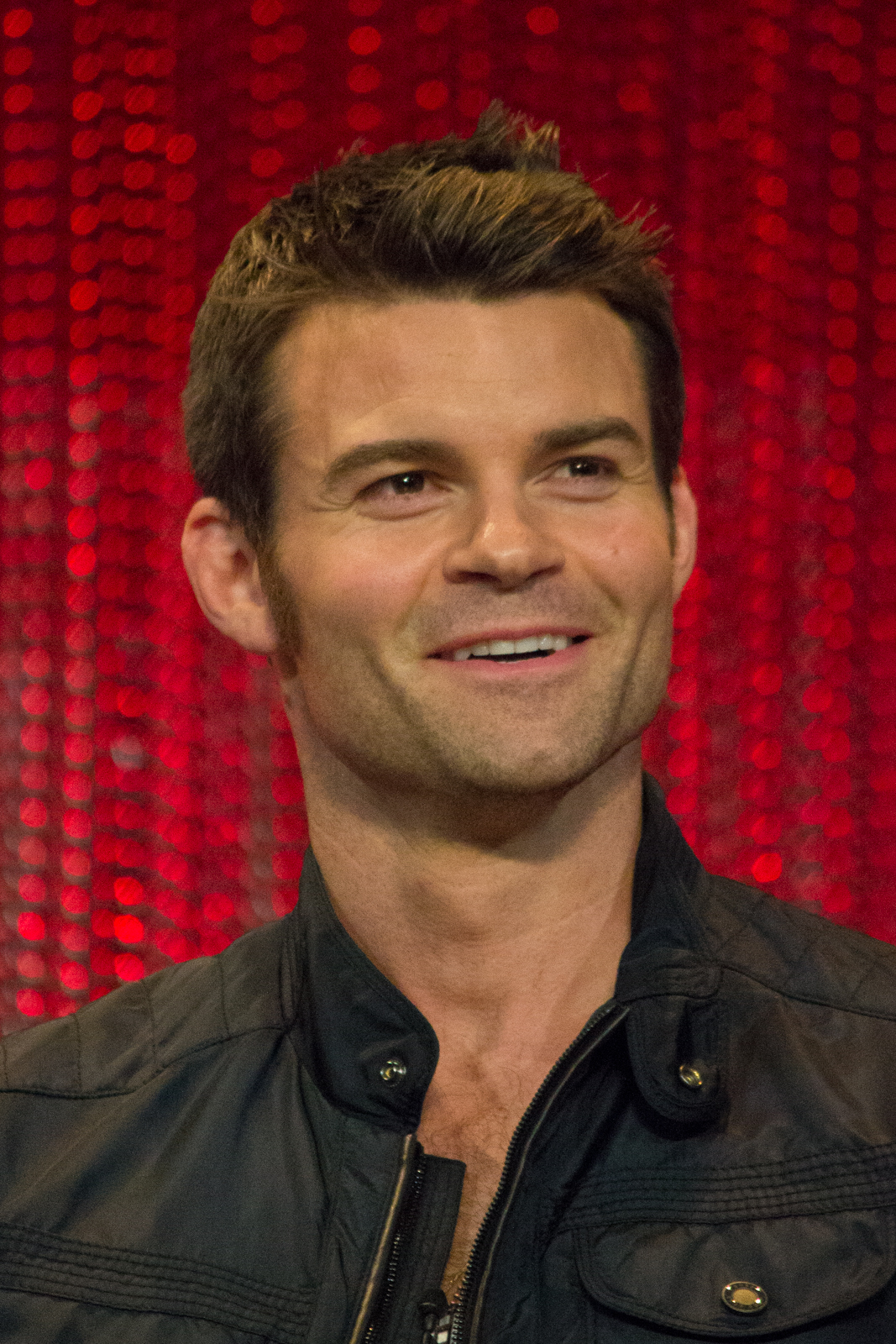
Daniel Gillies interprète Elijah Mikaelson
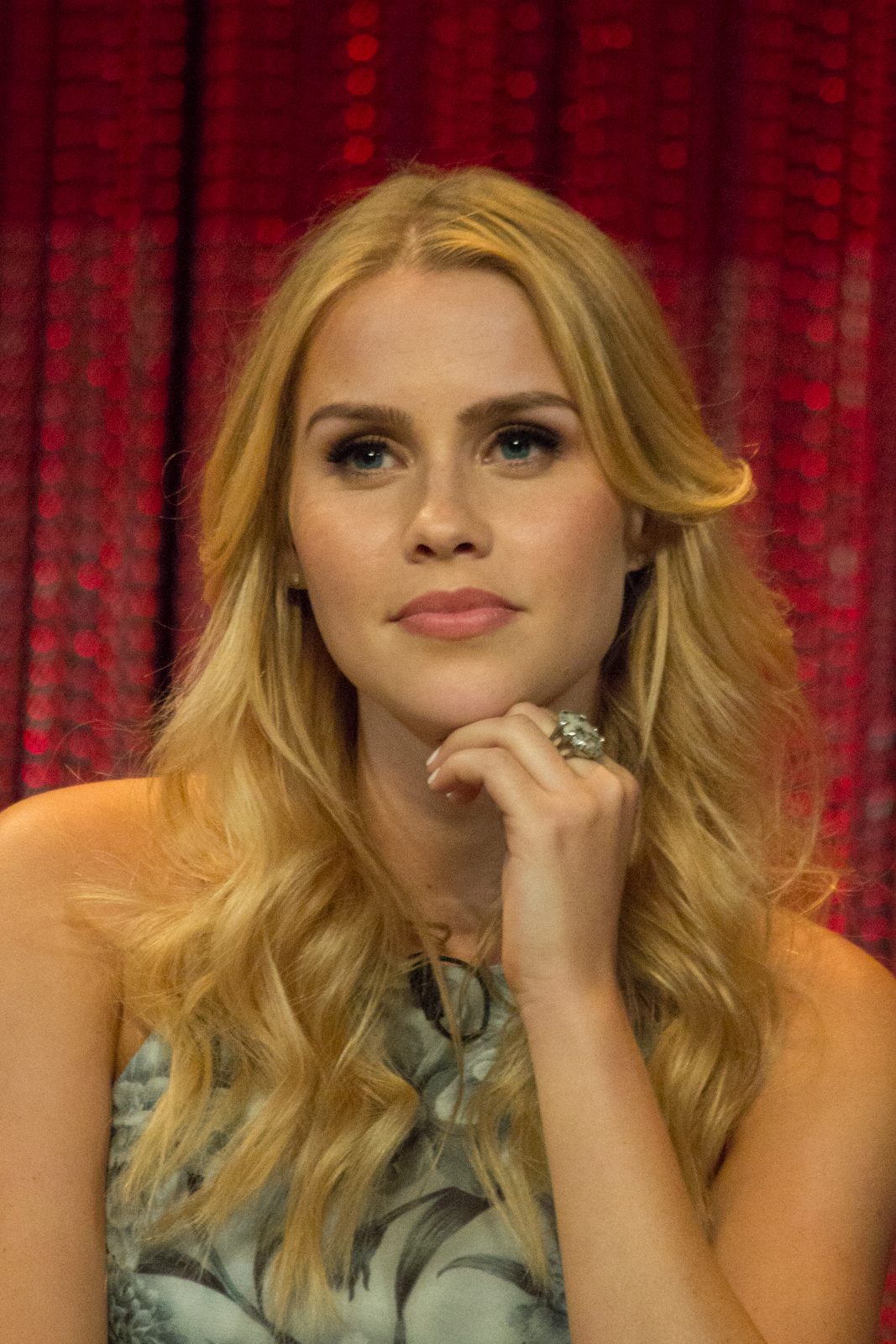
Claire Holt interprète Rebekah Mikaelson
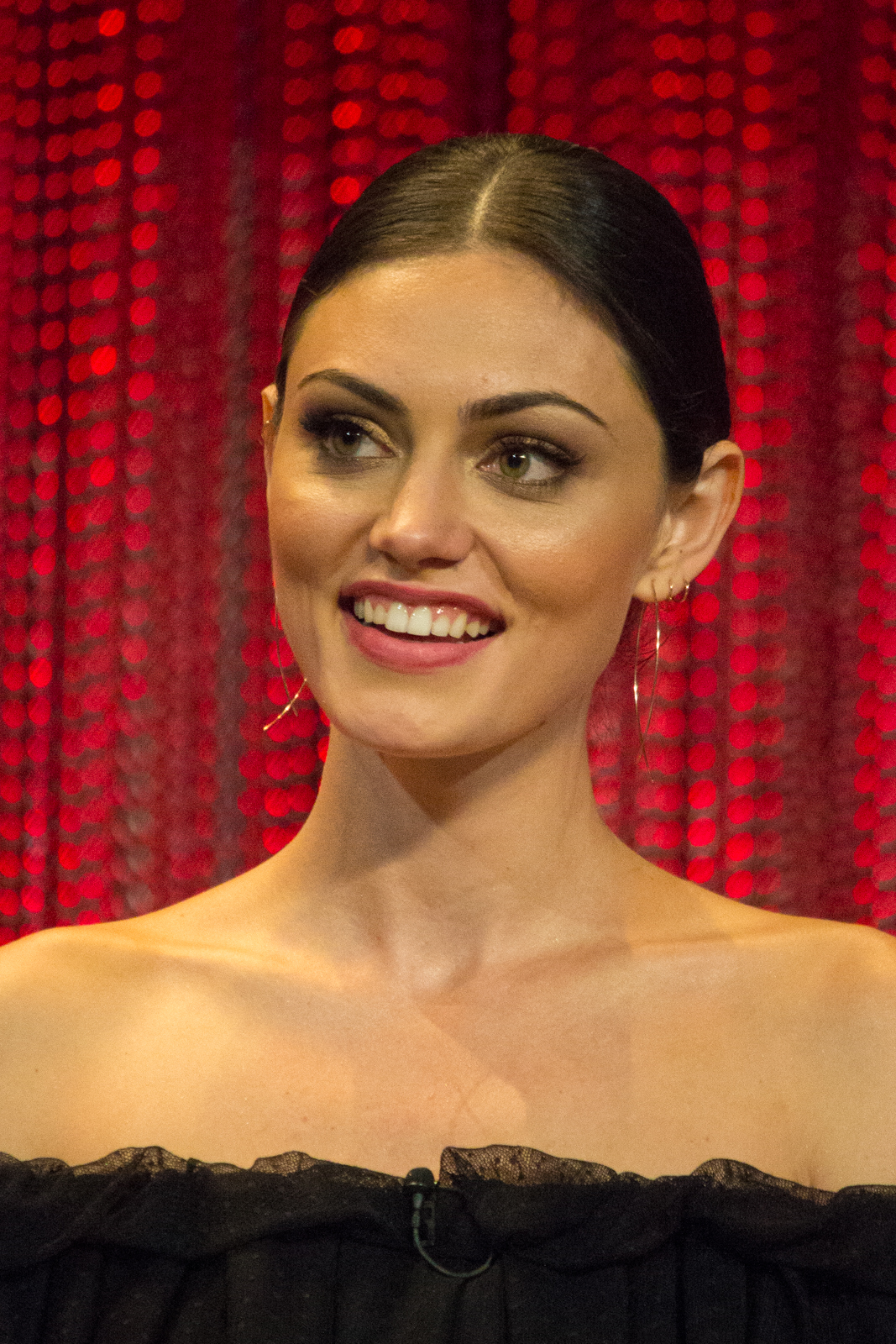
Phoebe Tonkin interprète Hayley Marshall
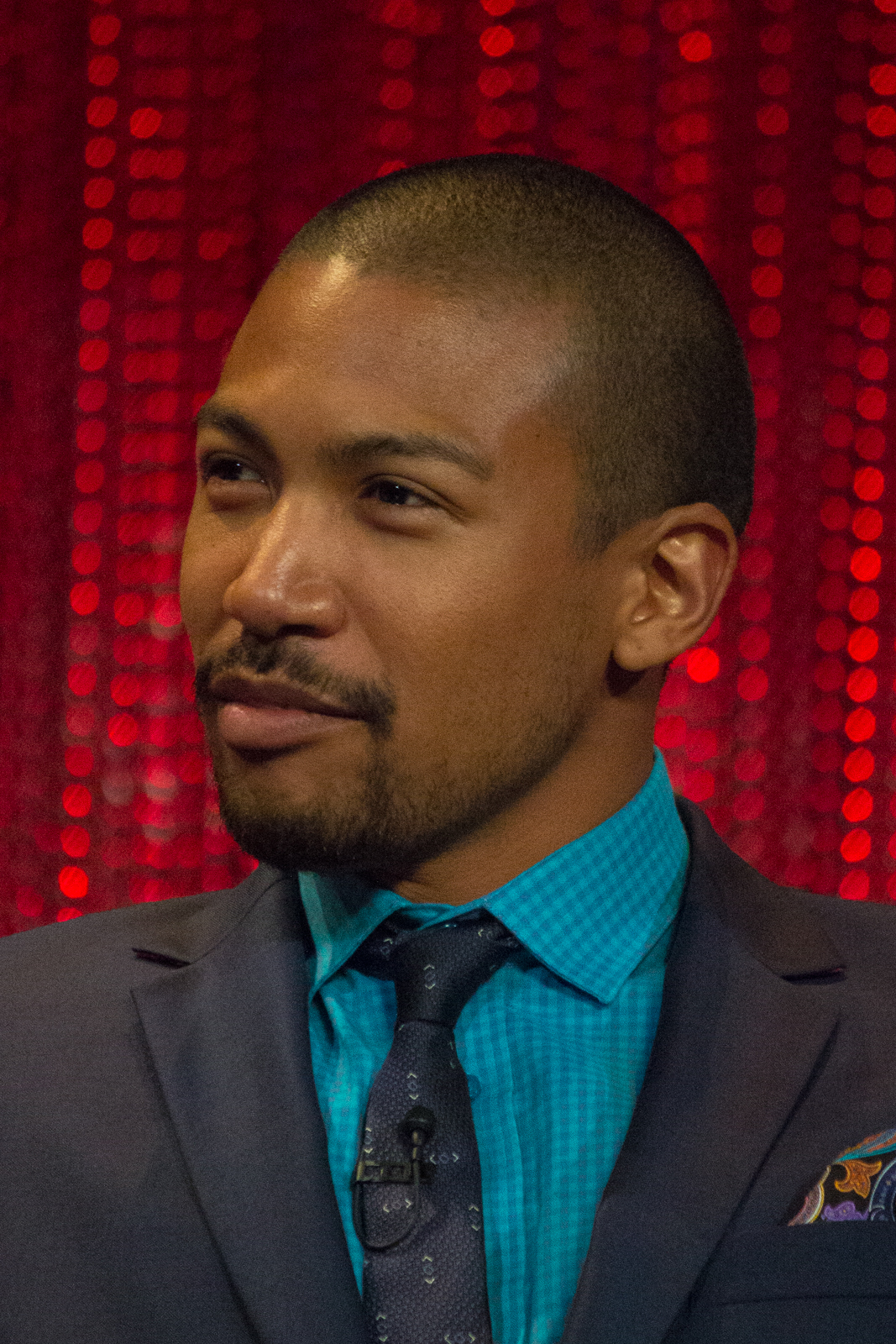
Charles Michael Davis interprète Marcellus « Marcel » Gerard
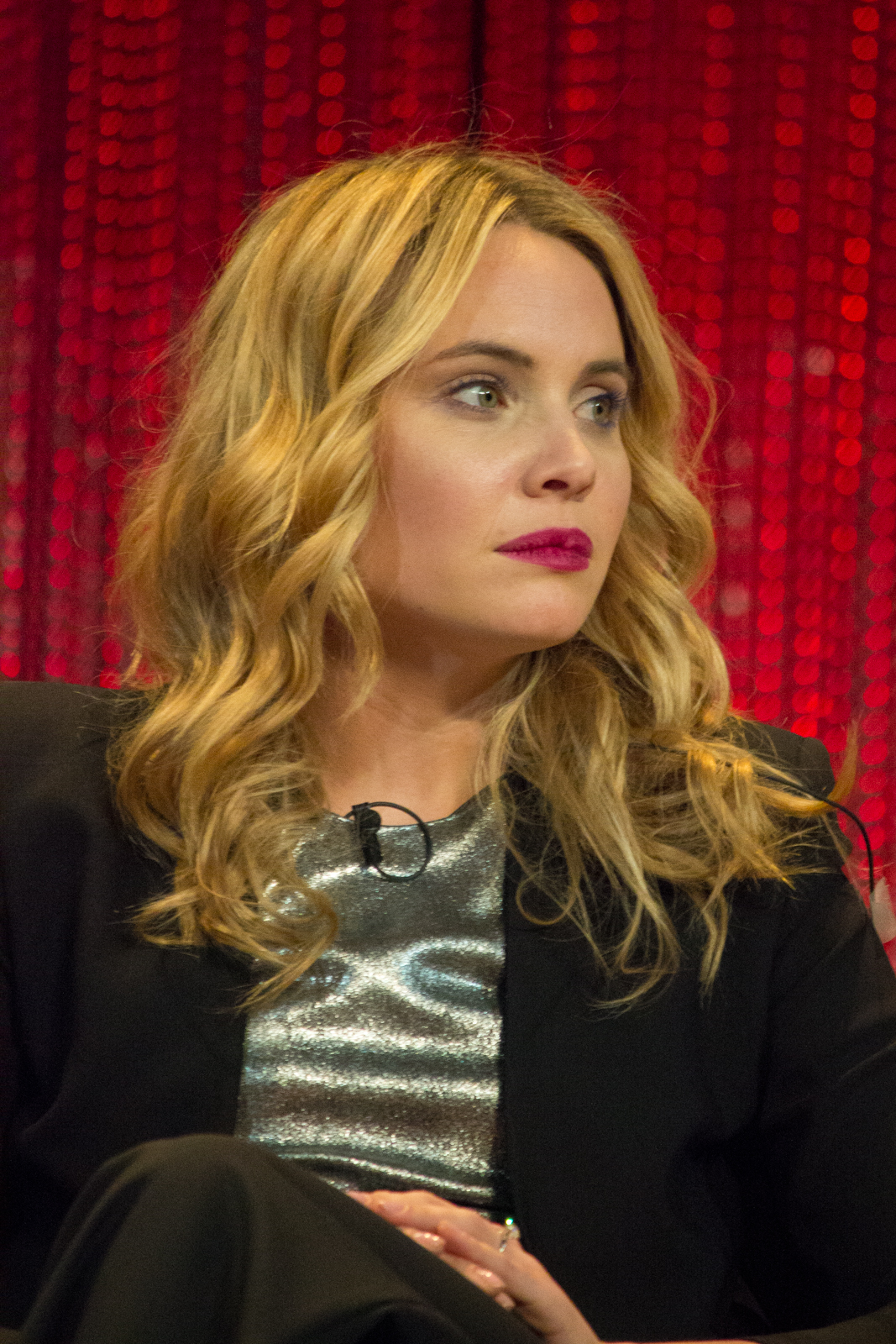
Leah Pipes interprète Camille O'Connell
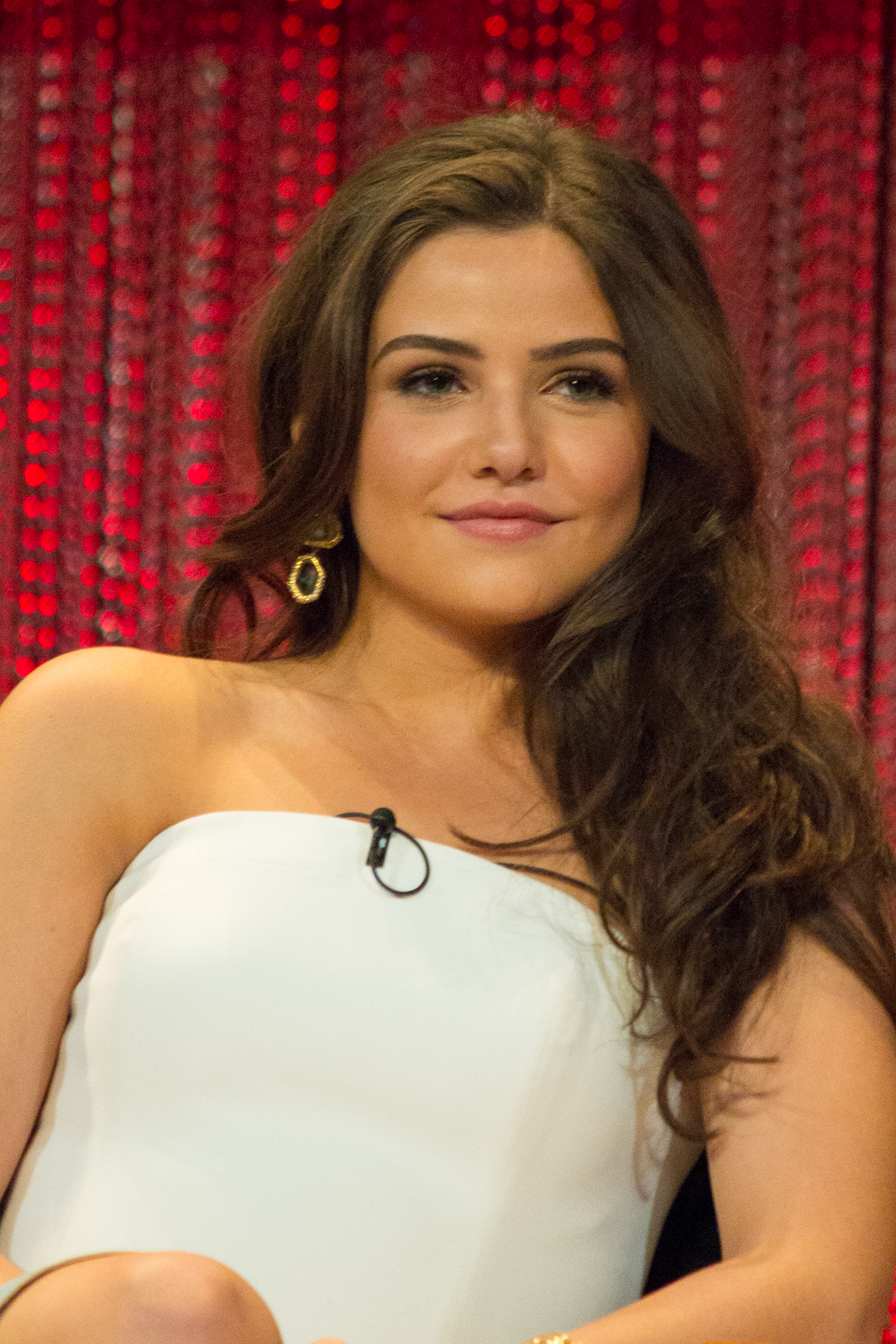
Danielle Campbell interprète Davina Claire
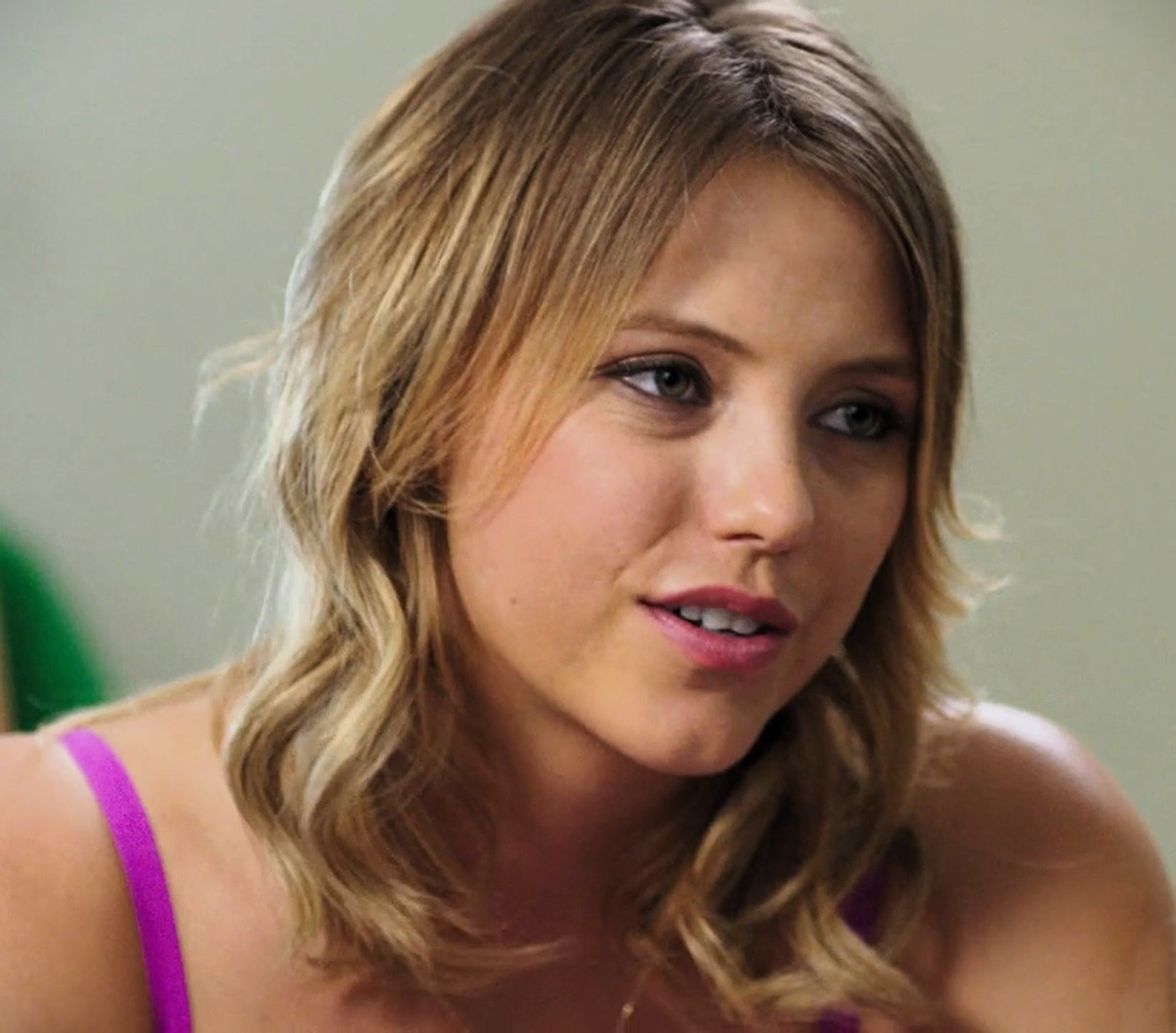
Riley Voelkel interprète Freya Mikaelson
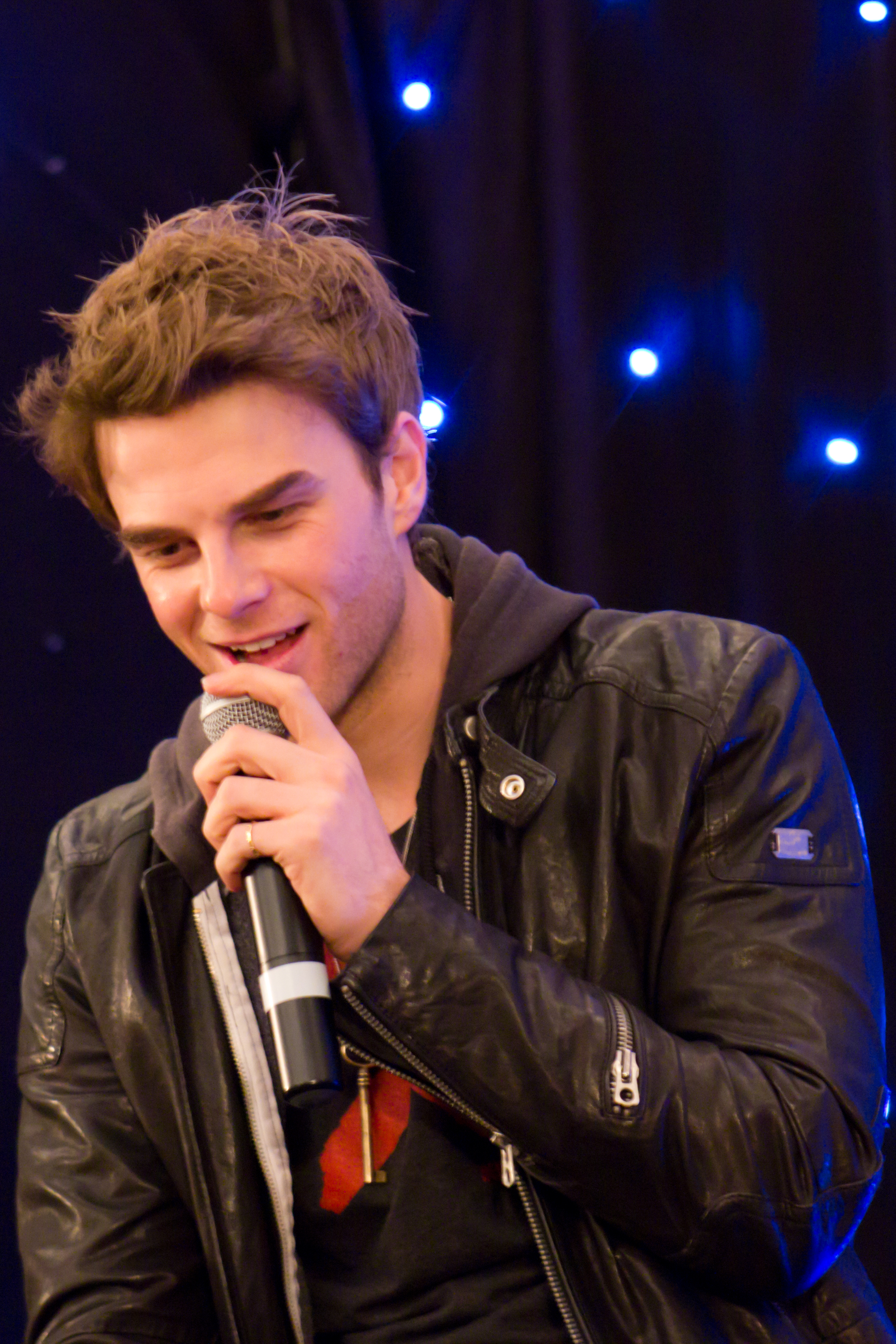
Nathaniel Buzolic interprète Kol Mikaelson

### Acteurs récurrents
Note : Vu le grand nombre d'acteurs liés à cette série, seuls ceux présents tout au long de la série, au cours de plusieurs saisons et ceux ayant un rôle important sont listés ici.

### Invités deVampires DiariesetLegacies
- Michael Trevino (VF : Donald Reignoux) : Tyler Lockwood (de Vampire Diaries, saison 1, épisodes 7 & 8)
- Nina Dobrev (VF : Caroline Lallau) : Tatia Petrova, l’ancêtre d’Elena et Katherine (de Vampire Diaries, saison 2, épisode 5)
- Paul Wesley (VF : Stéphane Pouplard) : Stefan Salvatore (de Vampire Diaries, saison 3, épisode 14)
- Leslie-Anne Huff (VF : France Renard) : Rayna Cruz (de Vampire Diaries, saison 3, épisode 14)
- Zach Roerig (VF : Yann Peira) : Matthew G. « Matt » Donovan (de Vampire Diaries, saison 3, épisode 17)
- Matt Davis (VF : Alexis Victor) : Alaric Saltzman (de Vampire Diaries et Legacies, saison 4 épisodes 8 & 13 et saison 5 épisode 12)
- Demetrius Bridges (VF : Jean-Michel Vaubien) : Dorian Williams (de Vampire Diaries et Legacies, saison 5, épisode 1)
- Candice Accola (VF : Fily Keita) : Caroline Forbes (de Vampire Diaries, saison 5, épisodes 1, 6, 12 & 13, voix seulement épisode 7)
- Aria Shahghasemi (VF : Juan Llorca) : Landon Kirby (de Legacies, saison 5, épisode 12)

#### Version française
- Société de doublage : Dubbing Brothers
- Direction artistique : Marie-Christine Chevalier
- Adaptation des dialogues : Margaux Lamy et Mélanie De Truchis

 Source et légende : version française (VF) sur RS Doublage et Doublage Séries Databse

## Production

### Développement
Le 13 janvier 2013, le réseau américain The CW a annoncé la préparation d'une série dérivée de Vampire Diaries basée sur les Originaux.
L'épisode 20 de la quatrième saison de Vampire Diaries, la série qui réunit le plus grand taux de téléspectateurs sur les 18-49 ans de la chaîne, a diffusé cet épisode office de pilote le 25 avril 2013 aux États-Unis.
Le 26 avril 2013 au lendemain de la diffusion du pilote, The CW a commandé la série pour treize épisodes.
Le 10 octobre 2013, The CW passe une commande de trois scripts supplémentaires, puis un mois plus tard commande une saison complète de 22 épisodes.
Le 13 février 2014, la série a été renouvelée pour une deuxième saison de 22 épisodes.
Le 11 janvier 2015, la série a été renouvelée pour une troisième saison de 22 épisodes.
Le 11 mars 2016, la série est renouvelée pour une quatrième saison de treize épisodes.
Le 10 mai 2017, la série est renouvelée pour une cinquième saison de treize épisodes, qui sera la dernière.

### Attribution des rôles
Joseph Morgan, Phoebe Tonkin Daniel Gillies et Claire Holt qui interprètent respectivement les rôles de Klaus Mikaelson, Hayley Marshall, Elijah Mikaelson et Rebekah Mikaelson.
De nouveaux acteurs ont été choisis comme Daniella Pineda (Sophie Deveraux), Charles Michael Davis (Marcel Gerard), Danielle Campbell (Davina Claire) et Leah Pipes (Camille O'Conell).
Parmi les acteurs récurrents, il y a : Steven Krueger, Todd Stashwick, Sebastian Roché, Alexandra Metz, Shane Coffey, Michael Trevino et Elyse Levesque.
Le 10 mars 2014, Claire Holt quitte subitement la série. Néanmoins, l'actrice pourra refaire une apparition en tant qu'invitée.
Récurrente durant la deuxième saison, Riley Voelkel est promue à la distribution principale pour la troisième saison.
Le 24 avril 2017, l'actrice Danielle Campbell sera de retour dans la saison 4 à partir de l'épisode 8 pour reprendre son rôle de Davina Claire.
Pour la cinquième saison, qui fera un saut dans le temps, Hope Mikaelson qui aura 15 ans sera interprétée par Danielle Rose Russell. Steven Krueger (Josh) est promu à la distribution principale, alors que Candice King (Caroline dans The Vampire Diaries) sera invitée dans le premier épisode.

### Tournage
Le tournage a officiellement débuté le 12 juillet 2013, à Atlanta, aux États-Unis.

### Fiche technique
- Titre original et français : The Originals
- Titre québécois : Les Vampires originels
- Création : Julie Plec
- Réalisation : Chris Grismer, Jesse Warn, Jeffrey G. Hunt, Matthew Hastings, Leslie Libman, Michael A. Allowitz et Michael Robison
- Scénario : Julie Plec, L. J. Smith, Michael Narducci, Diane Ademu-John, Ashley Lyle, Marguerite MacIntyre, Bart Nickerson, Michelle Paradise, Charlie Charbonneau, Declan De Barra, Michael Russo, Christopher Hollier et Carina Adly MacKenzie
- Direction artistique : Bill Eigenbrodt, Chester Kaczenski et Garreth Stover
- Décors : Carol Bayne Kelley et Gary Baugh (directeur de décoration)
- Costumes : Jennifer L. Bryan
- Photographie : Paul M. Sommers, Kurt Jones et Darren Genet
- Montage : Erik Presant, Peter Basinski et Tyler L. Cook
- Musique : Michael Suby
- Casting : Greg Orson et Lesli Gelles-Raymond
- Production : Lance Anderson, Ron McLeod et James L. Thompson III
- Production exécutive : Julie Plec, Leslie Morgenstein, Michael Narducci et Gina Girolamo ; Diane Ademu-John, Matthew Hastings, Michael Narducci et Lance Anderson (coproduction exécutive)
- Sociétés de production : Warner Bros Television
- Sociétés de distribution : The CW Television Network (États-Unis), Warner Home Video (internationale)
- Pays d'origine :  États-Unis
- Langue originale : anglais
- Format : couleur - 35 mm - 1,78:1 - son Dolby Digital
- Genre : série dramatique, fantastique et horreur
- Durée : 42 minutes par épisode
- Restriction du public : déconseillé aux moins de 10 ans (en France)

 Sauf indication contraire, les informations mentionnées dans cette section peuvent être confirmées par la base de données cinématographiques IMDb,  présente dans la section « Liens externes ».

## Épisodes
La série compte actuellement cinq saisons. Les trois premières saisons comportent vingt-deux épisodes alors que la quatrième et la cinquième saison en comptent treize.

## Première saison (2013-2014)
Niklaus Mikaelson retourne à la Nouvelle-Orléans pour détrôner son ancien protégé, Marcel, qui règne sur la ville qu'il avait fondée. Mais tout change quand il découvre que Hayley Marshall attend un enfant de lui.

## Deuxième saison (2014-2015)
Dans cette saison, Niklaus Mikaelson fait tout ce qu'il peut pour garder secrète la naissance de sa fille Hope de ses ennemis. Il voit ainsi le retour de sa famille, à savoir ses frères Finn et Kol ainsi que sa mère Esther, qui sont parvenus à revenir à la vie en habitant les corps de plusieurs sorciers très puissants. Une terrible lutte fratricide s'engage alors. Quant au père de la fratrie, Mikael Mikaelson, ressuscité grâce à Davina à la fin de la saison précédente, pourchasse Klaus sans relâche, armé du pieu en chêne blanc. Tandis que Rebekah est chargée de protéger Hope au péril de sa vie, Elijah et Hayley se rapprochent alors que celle-ci, récemment transformée en hybride, doit se marier avec Jackson afin de protéger la tribu des loup-garou résidant dans le Bayou. Alors que les frères Mikaelson sont sur le point de conclure une trêve, Rebekah, prise au piège dans une maison hantée, fait la connaissance de leur sœur Freya, longtemps disparue et dont l'existence avait été cachée par leur mère Esther alors qu'ils étaient enfants. Freya obtient la confiance de ses frères à l'exception de Klaus qui, éternellement paranoïaque, reste méfiant envers sa sœur, la considérant comme une menace potentielle. Alors que tout semble revenir à la normale, la famille Originelle voit apparaître une nouvelle menace mortelle pour le bébé Hope; leur tante Dahlia, sœur d'Esther et sorcière la plus puissante de tous les temps débarque à la Nouvelle-Orléans afin de l'emporter avec elle...

## Troisième saison (2015-2016)
Plusieurs mois après avoir vaincu sa tante Dahlia et réussi à protéger sa fille Hope, Klaus apprend l'existence d'une très ancienne prophétie qui annonce la mort prochaine de toute la famille Originelle. Sachant que si un Originel meurt, toute la lignée qu'il ou elle a engendré(e) mourra en même temps que lui/elle, une guerre de lignée éclate alors à la Nouvelle-Orléans, chaque lignée souhaitant défendre et protéger son créateur (Klaus, Rebekah ou Elijah) à tout prix. Mais Klaus est loin de se douter que Marcel deviendra un réel danger pour lui et sa famille

## Quatrième saison (2017)
Cinq années se sont écoulées depuis que Marcel a vaincu Klaus. La Nouvelle-Orléans est redevenue une ville prospère, libérée de l'influence des Originels.
De son côté, en exil, Hayley a pu trouver un moyen, ainsi qu'un remède pour guérir chaque membre de la famille Mikaelson. Enfin réveillés, ces derniers se préparent à libérer leur frère Klaus, que Marcel garde toujours prisonnier. Une fois Klaus libéré, les Originels font face à une nouvelle menace en la présence du "Hollow", force de magie ténébreuse et extrêmement puissante qui menace toute la ville et qui semble toucher particulièrement Hope (la fille de Klaus et d'Hayley), qui devient puissante de jours en jours

## Cinquième saison (2018)
Sept ans ont passé depuis la séparation des Mikaelson afin de protéger Hope de l'emprise du hollow. La Nouvelle-Orléans est de nouveau prospère mais un événement inattendu va pousser les originels à revenir à l'endroit même où ils s'étaient interdit de revenir, notamment pour affronter de nouveaux ennemis qui pourraient mettre en danger l’avenir de la famille Mikaelson…

## The Originals: The Awakening
The Originals: The Awakening est une web-série explorant l'histoire du personnage Kol Mikaelson, frère cadet de Klaus. Elle se concentre notamment sur les relations qu'il entretenait avec des sorcières de la Nouvelle-Orléans en 1914 dont Mary-Alice Claire et apporte des réponses quant à l'intrigue présente dans la deuxième saison de The Originals. Chaque épisode durant en moyenne deux minutes.

## Accueil

### Audiences

#### États-Unis
Le pilote a réalisé une audience de 2,24 millions de téléspectateurs lors de sa première diffusion.
La meilleure audience de la première saison a été réalisée par l'épisode 11 avec 2,51 millions de téléspectateurs.
La plus mauvaise audience de la première saison a été réalisée par l'épisode 21 avec 1,44 million de téléspectateurs.
Le dernier épisode de la première saison a réalisé 1,76 million de téléspectateurs.
| Saison | Date de diffusion           | Premier épisode         | Dernier épisode         | Moyenne des audiences (en millions) | Chaîne |
| ------ | --------------------------- | ----------------------- | ----------------------- | ----------------------------------- | ------ |
| Saison | Date de diffusion           | Audiences (en millions) | Audiences (en millions) | Moyenne des audiences (en millions) | Chaîne |
| 1      | 3 octobre 2013-13 mai 2014  | 2.24                    | 1.76                    | 2.00                                | The CW |
| 2      | 6 octobre 2014-11 mai 2015  | 1.37                    | 1.19                    | 1.31                                | The CW |
| 3      | 8 octobre 2015-20 mai 2016  | 0.89                    | 0.85                    | 0,93                                | The CW |
| 4      | 17 mars 2017-23 juin 2017   | 1.05                    | 0.80                    | 0,94                                | The CW |
| 5      | 18 avril 2018-1er août 2018 | 0.97                    | 0.86                    | 0,83                                | The CW |

## Distinctions
| Année | Prix                                 | Catégorie                                                        | Nomination                  | Résultat   |
| ----- | ------------------------------------ | ---------------------------------------------------------------- | --------------------------- | ---------- |
| 2014  | People's Choice Awards               | Meilleur acteur dans une nouvelle série                          | Joseph Morgan               | Lauréat    |
| 2014  | People's Choice Awards               | Meilleure nouvelle série dramatique                              | The Originals               | Nomination |
| 2014  | 16e cérémonie des Teen Choice Awards | Meilleur acteur dans une série fantastique                       | Joseph Morgan               | Nomination |
| 2014  | 16e cérémonie des Teen Choice Awards | Meilleure actrice dans une série fantastique                     | Claire Holt                 | Nomination |
| 2015  | 17e cérémonie des Teen Choice Awards | Meilleur acteur dans une série de science-fiction ou fantastique | Joseph Morgan               | Nomination |
| 2016  | 18e cérémonie des Teen Choice Awards | Meilleur acteur dans une série de science-fiction ou fantastique | Joseph Morgan               | Nomination |
| 2016  | 18e cérémonie des Teen Choice Awards | Meilleur baiser dans une série                                   | Leah Pipes et Joseph Morgan | Nomination |
| 2017  | 19e cérémonie des Teen Choice Awards | Meilleur acteur dans une série de science-fiction ou fantastique | Joseph Morgan               | Nomination |
| 2018  | 20e cérémonie des Teen Choice Awards | Meilleure série de Science-fiction ou Fantastique                | The Originals               | Nomination |
| 2018  | 20e cérémonie des Teen Choice Awards | Meilleur acteur dans une série de science-fiction ou fantastique | Joseph Morgan               | Nomination |

## Sorties DVD et Blu-ray
| Intitulé du coffret        | Nombre d'épisodes | Dates de sortie                                              | Dates de sortie                              | Nombre de disques   | Société de distribution                                                                  |
| Intitulé du coffret        | Nombre d'épisodes | États-Unis (Zone 1) (Blu-ray fabriqué sur demande depuis S3) | France (Zone 2) (Uniquement en DVD, sauf S1) | Nombre de disques   | Société de distribution                                                                  |
| -------------------------- | ----------------- | ------------------------------------------------------------ | -------------------------------------------- | ------------------- | ---------------------------------------------------------------------------------------- |
| L'intégrale de la saison 1 | 22                | 2 septembre 2014                                             | 8 avril 2015                                 | 5 (DVD) 4 (Blu-ray) | Warner Home Video (DVD et Blu-ray S1 à 2) Warner Archive Collection (Blu-ray, depuis S3) |
| L'intégrale de la saison 2 | 22                | 1er septembre 2015                                           | 7 décembre 2016                              | 4 (DVD) 3 (Blu-ray) | Warner Home Video (DVD et Blu-ray S1 à 2) Warner Archive Collection (Blu-ray, depuis S3) |
| L'intégrale de la saison 3 | 22                | 20 septembre 2016                                            | 5 juillet 2017                               | 5 (DVD et Blu-ray)  | Warner Home Video (DVD et Blu-ray S1 à 2) Warner Archive Collection (Blu-ray, depuis S3) |
| L'intégrale de la saison 4 | 13                | 2017                                                         | 9 janvier 2018                               | 3 (DVD)             | Warner Home Video (DVD et Blu-ray S1 à 2) Warner Archive Collection (Blu-ray, depuis S3) |
| L'intégrale de la saison 5 | 13                | 2018                                                         | 23 août 2019                                 | 3 (DVD)             | Warner Home Video (DVD et Blu-ray S1 à 2) Warner Archive Collection (Blu-ray, depuis S3) |

### Série dérivée
En août 2017, le réseau The CW annonce le développement d'une série dérivée de la série télévisée The Originals, elle-même issue de la série Vampire Diaries, centrée sur Hope Mikaelson, la fille de Klaus et Hayley. Quelque temps après cette annonce, Julie Plec dévoile que la série sera également fortement liée à Vampire Diaries avec notamment la présence de l'école inaugurée par le personnage d'Alaric Saltzman à la fin de la série.
En mars 2018, la chaîne commande un pilote pour le projet mais au lieu d'un épisode pilote traditionnel, Julie Plec réalisera une présentation de 15 minutes pour la chaîne.
Le 11 mai 2018, la série est officiellement commandée par la chaîne pour une première saison.
En mars 2018, il est annoncé que Matt Davis reprendra son rôle d'Alaric Saltzman de Vampire Diaries dans la série. Plusieurs autres acteurs sont annoncés à la distribution dont Aria Shahghasemi et Quincy Fouse.
Les personnages des sœurs Saltzman seront également dans la série. Enfants dans Vampire Diaries, elles seront cette fois-ci adolescentes et interprétées par Kaylee Bryant et Jenny Boyd.
Lors de l'annonce de la commande de la série, il est dévoilé que Danielle Rose Russell, qui interprète la version adolescente de Hope dans The Originals, reprendrait également son rôle.